# Monster's Ball
Monster's Ball är en amerikansk-kanadensisk dramafilm från 2001 i regi av Marc Forster med Billy Bob Thornton och Halle Berry i huvudrollerna. Halle Berry vann en Oscar för bästa kvinnliga skådespelare och filmens manus av Milo Addica och Will Rokos fick en Oscarsnominering.
Filmen hade biopremiär i Sverige den 16 augusti 2002, utgiven av Scanbox Entertainment.

## Handling
Buck, Hank och Sonny Grotowski har i tre generationer arbetat som fångvaktare. Familjen genomsyras av rasistiska åsikter. Efter ett bråk med sin far, inleder Hank (Billy Bob Thornton) en kärleksaffär med den färgade Leticia (Halle Berry), frun till en man han just avrättat. Titeln syftar på att dödsdömda kallas monster, och att kvällen före avrättningen av en dödsdömd hålls en fest som kallas "Monster's ball".

## Rollista (i urval)
- Billy Bob Thornton – Hank Grotowski
- Halle Berry – Leticia Musgrove
- Taylor Simpson – Lucille
- Gabrielle Witcher – Betty
- Heath Ledger – Sonny Grotowski
- Amber Rules – Vera
- Peter Boyle – Buck Grotowski
- Charles Cowan Jr. – Willie Cooper
- Taylor LaGrange – Darryl Cooper
- Mos Def – Ryrus Cooper